# 永宁坪乡
永宁坪乡，是中华人民共和国云南省丽江市宁蒗彝族自治县下辖的一个乡镇级行政单位。

## 行政区划
永宁坪乡下辖以下地区：
永宁坪村、昔腊坪村、抓马坪村和马鹿塘村。